# Beeld van Amok
Beeld van Amok is een Franse stripreeks die begonnen is in maart 1990 met Didier Conrad als schrijver en tekenaar.

## Albums
Alle albums zijn geschreven en getekend door Didier Conrad en uitgegeven door Dupuis.
1. Beeld van Amok 1
2. Beeld van Amok 2